# Berjosowskaja GRES
Das Berjosowskaja GRES (russisch Берёзовская государственная районная электростанция) ist ein Kohlekraftwerk in Scharypowo, Russland. Es hat eine installierte elektrische Leistung von 2,42 GW. Die Anlage gehört dem Unternehmen Unipro, der russischen Tochter des deutschen Konzerns Uniper.
Als Brennstoff dient Braunkohle aus dem angrenzenden Kansk-Atschinsker Becken. Das Kraftwerk wird über zwei 14 km lange Förderbänder versorgt.
Der Schornstein des Kraftwerks ist mit einer Höhe von 370 m das höchste freistehende Bauwerk Russlands außerhalb Moskaus.

## Geschichte
Im 2015 fertiggestellten 3. Block des Kraftwerks brach 2016 ein Feuer aus.

## Kraftwerksblöcke
| Block | Max. Leistung (MW) | Betriebsbeginn | Dampfkessel      |
| ----- | ------------------ | -------------- | ---------------- |
| 1     | 800                | 1987           | SiO-Podolsk P-67 |
| 2     | 800                | 1990           | SiO-Podolsk P-67 |
| 3     | 820                | 2015           | SiO-Podolsk P-67 |